# امره مور
امره مور (ترکی استانبولی: Emre Mor؛ زادهٔ ۲۴ ژوئیهٔ ۱۹۹۷) بازیکن فوتبال اهل ترکیه است که در پست وینگر یا مهاجم، به‌طور قرضی در تیم فاتح کاراگومروک ترکیه بازی می‌کند. او عضو تیم ملی فوتبال ترکیه است.

## اوایل زندگی
او متولد و بزرگ شده در حومه کپنهاگ است، پدر او اهل ترکیه و مادرش اهل مقدونیه است.

## آمار و اطلاعات

### باشگاهی
| باشگاه          | فصل     | لیگ        | لیگ        | کاپ1       | کاپ1       | دیگر جام‌ها2 | دیگر جام‌ها2 | یوفا3      | یوفا3      | مجموع      | مجموع      |
| باشگاه          | فصل     | تعداد بازی | تعداد بازی | تعداد بازی | تعداد بازی | تعداد بازی  | تعداد بازی  | تعداد بازی | تعداد بازی | تعداد بازی | تعداد بازی |
| --------------- | ------- | ---------- | ---------- | ---------- | ---------- | ----------- | ----------- | ---------- | ---------- | ---------- | ---------- |
| نورشلان         | ۱۶–۲۰۱۵ | ۱۳         | ۲          | —          | —          | —           | —           | —          | —          | ۱۳         | ۲          |
| بروسیا دورتموند | ۱۷–۲۰۱۶ | ۱۲         | ۱          | ۳          | ۰          | ۱           | ۰           | ۳          | ۰          | ۱۹         | ۱          |
| مجموع           | مجموع   | ۲۵         | ۳          | ۳          | ۰          | ۱           | ۰           | ۳          | ۰          | ۳۲         | ۳          |

### گل‌های ملی
| گل | تاریخ        | محل برگزاری                   | حریف    | امتیاز | نتیجه | مسابقه  |
| -- | ------------ | ----------------------------- | ------- | ------ | ----- | ------- |
| ۱. | ۲۷ مارس ۲۰۱۷ | ورزشگاه جدید اسکی‌شهر، اسکی‌شهر | مولدووا | ۱–۰    | ۳–۱   | دوستانه |

## افتخارات
بروسیا دورتموند
- جام حذفی فوتبال آلمان: ۱۷–۲۰۱۶